# Guido Beltrame
Guido Beltrame (Maserà di Padova, 25 dicembre 1918 – Padova, 10 dicembre 2002) è stato uno storico e storico dell'arte italiano.
Nato a Maserà di Padova, figlio di Amerigo Antonio, fabbro, e di Valentina Marabello, maestra, la famiglia si trasferì il 20 gennaio 1923 a Cartura.

## Biografia
Entrato in seminario di Thiene il 30 settembre 1930, dopo gli studi ginnasiali, indi di liceo (presso il Seminario Vescovile di Padova dal 1º gennaio 1935) e poi teologici, venne consacrato sacerdote il 28 giugno 1942 dal vescovo di Padova mons. Carlo Agostini.
Già nel corso degli studi in Seminario aveva dimostrato una grande predisposizione allo studio del latino, del greco, della storia e della storia dell'arte.
Una volta divenuto sacerdote, parallelamente all'attività pastorale (svolta praticamente dal 1942 al 1995 - dal 18/2/1957 come parroco - presso la Chiesa Parrocchiale di San Tomaso Becket in Padova, e poi presso la Chiesa di San Luca, sempre in Padova, sino alla morte), sviluppò in maniera notevole questi suoi talenti, in particolare dedicandosi alla storia del territorio padovano, all'arte sacra, all'archeologia, alle biografie dei santi.
Nel periodo 1942-1945 si impegnò anche notevolmente ad aiutare i perseguitati politici (favorì la fuga dal carcere e fece riparare in un luogo sicuro, presso il convento delle Suore Salesiane presso la Chiesa di Santa Croce in Padova, Concetto Marchesi, rettore dell'Università e membro di rilievo della Resistenza).
Dal 1942 al 1957 diresse anche varie organismi ed organizzazioni dell'associazionismo cattolico.
Guido Beltrame ricevette nel 2001 la cittadinanza onoraria di Battaglia Terme per i suoi studi storici su quel comprensorio.
Promosse la costituzione del Museo di San Tomaso presso la stessa Chiesa di San Tomaso Becket, che dal 1979 è stato dichiarato "Pinacoteca Nazionale".

## Opere
Sono circa un centinaio le sue pubblicazioni, e circa una ventina i volumi da lui pubblicati, di seguito i più rilevanti:
- "Catechismo sociale", 1944
- "Vorrei volare", 1949
- "Storia ed arte in San Tomaso M.", 1966
- "Alba Clair ed il suo Istituto", 1970
- "Il Palazzo della Ragione di Padova", 1980
- "Pinacoteca di San Tomaso M. - Guida illustrata", Padova, 1984
- "Ospizi, ospedali istituti di carità in Padova", 1985
- "Maserà di Padova: corte, pieve, libero comune", 1991
- "La mia parabola", 1992 (opera autobiografica)
- "Toponomastica della Diocesi di Padova", Padova, 1992
- "Luoghi sacri minori in Diocesi di Padova", Padova, 1992
- "Il Castello di Padova", Padova, 1995
- "La Chiesa di San Luca e il suo fondatore - Storia e arte", Padova, 1995
- "Padova cristiana dalle origini al 2000", 1997
- "Appunti di storia padovana", Padova, 2000
- "Statuti del Comune di Padova" [con GUERRINO CITTON e DANIELA MAZZON], Padova, 2000
- "Le Quattro Stagioni", Cittadella, 2002

| Controllo di autorità | VIAF (EN) 69163116 · ISNI (EN) 0000 0000 2181 3300 · SBN CFIV060590 · BAV 495/290841 · LCCN (EN) n78070481 · BNF (FR) cb14515608d (data) |